# Medical e-hon
Digital e-hon（でじたる - いーほん）とは大手出版取次の株式会社トーハン（東京都新宿区）が運営する電子書籍配信サイトである。
医療従事者向け電子書籍配信サイトMedical e-hon（メディカル - イーホン）を前身としている。

## 概要
前身のMedical e-honは、2009年3月にトーハンが医師、看護師、コメディカルなどの医療従事者を対象に、医療・看護・薬学などの書籍や雑誌を電子書籍化して販売するウェブサイトとしてオープンした。出版取次業が電子書籍を販売するのは初の試みであり、業界の嚆矢として注目されていた。取り扱われる出版物はPDFファイルなどの電子媒体に変換され、記事、論文単位に分割された形式になっており、利用者が必要なものだけを選んで購入することができた。
2012年2月に取り扱いジャンルを一般の本・雑誌に拡大して、Digital e-honとして運営開始。

## 沿革
- 2009年3月　トーハンが運営するオンライン書店であるe-honの関連サイトとしてオープン。
- 2010年7月　特定非営利活動法人 医学中央雑誌刊行会が提供する「医中誌パーソナルWeb」申込み受付を開始。
- 2012年2月　取り扱いジャンルを一般の本・雑誌に拡大して、Digital e-honにリニューアル。